# Кюрасао
Кюраса́о (нидерл. Curaçao, папьям. Kòrsou) — самоуправляемое государственное образование, расположенное на юге Карибского моря вблизи берегов Венесуэлы. Является составной частью Королевства Нидерландов с 2010 года, когда произошла реорганизация участия бывших Нидерландских Антил в составе Нидерландов.
Площадь суши — 444 км². Численность населения — 151 345 человек (2020).
Столица — город Виллемстад (144 тысячи человек).

## Физико-географическая характеристика

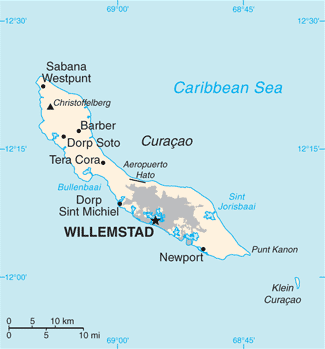
Карта острова

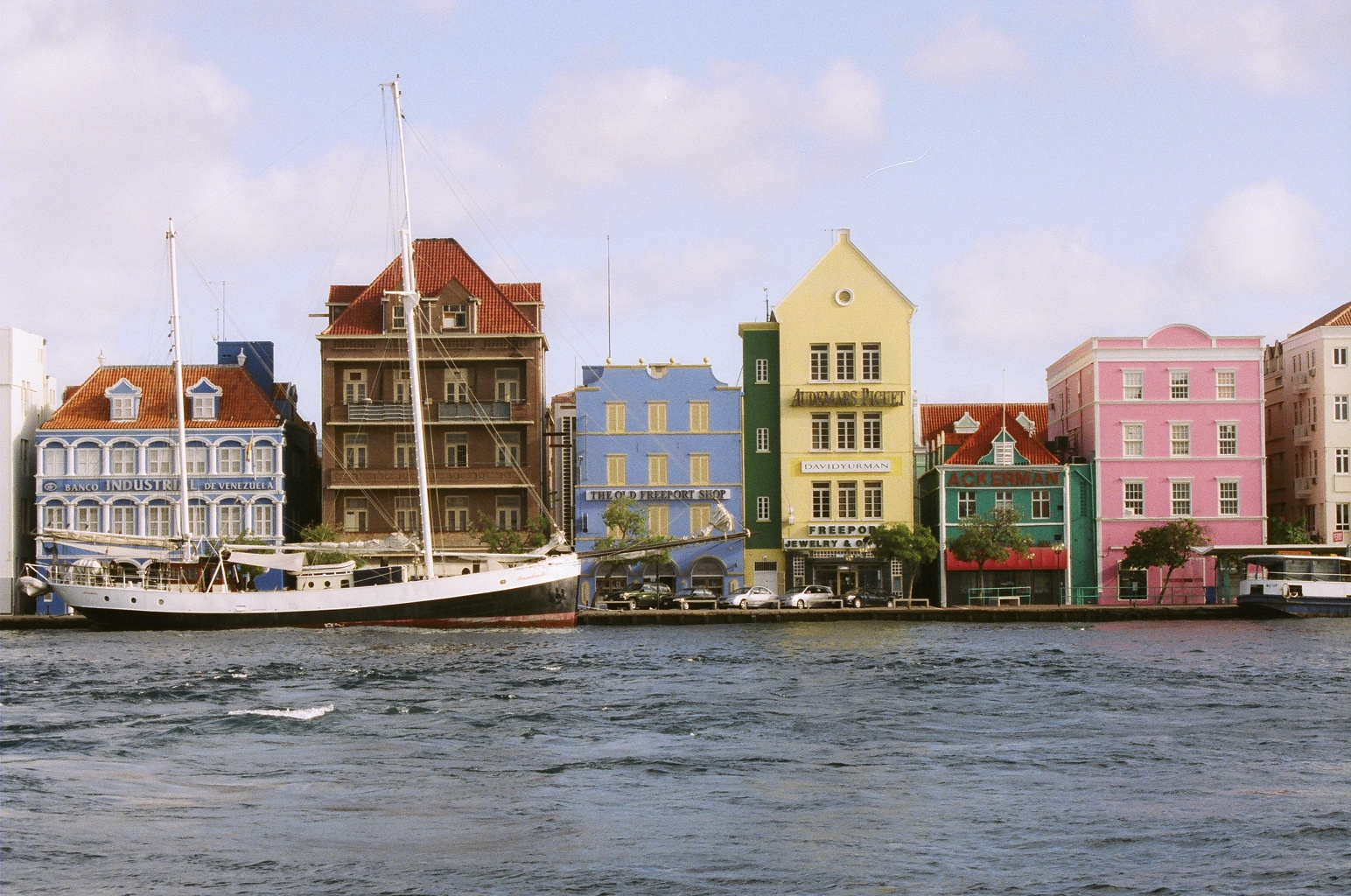
Город Виллемстад

### Географическое положение
Кюрасао — остров в Карибском море в группе Малых Антильских островов, в подгруппе Подветренных островов в 80 км от берегов Венесуэлы. Второй по величине (после Маргариты) остров подгруппы.
В 11 км к юго-востоку от острова Кюрасао располагается маленький необитаемый островок Малый Кюрасао, административно также относящийся к Кюрасао.

### Рельеф
Рельеф этого достаточно равнинного и сухого острова чрезвычайно разнообразен. Вдоль его южного берега располагаются небольшие бухты и живописные заливы, этот берег характеризуется удобными гаванями, в которых расположились крупные порты. В юго-восточной части Кюрасао находится островная столица. Грубый рельеф северного побережья Кюрасао сложен скалами вулканического происхождения. Эта сторона острова подвержена сильным северным ветрам. Север Кюрасао почти необитаем, однако немногочисленные местные деревни чрезвычайно живописны. В центре острова возвышается сильно разрушенный скальный массив Ато (Хато, 178 м). На северо-западе располагается гора Синт-Кристоффельберг — самая высокая точка острова (372 м над уровнем моря). Осадков 500 мм в год. Вокруг острова — протяжённые коралловые рифы.

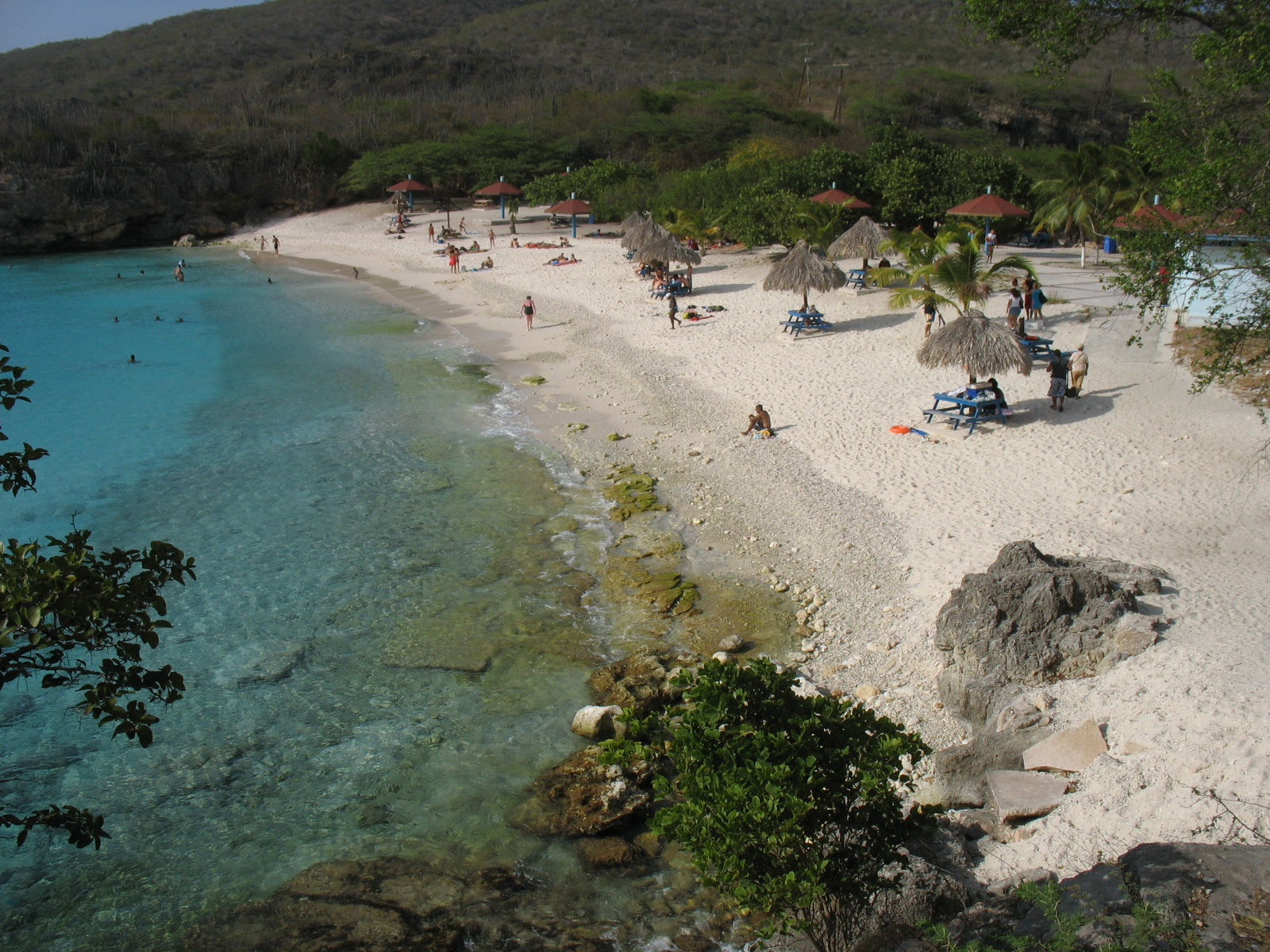
«Пляж в долине» на Кюрасао

### Климат
Климат Кюрасао — тропический морской, пассатный. Большую часть года стоит тёплая и комфортная погода с минимальной разницей температур между сезонами. В зимний период в ночное время температуры не опускаются ниже 24—25 °C. В дневное время в зимний период температуры, как правило, — от 28 до 30 °C. Влажность в зимнее время существенно понижена.
В весенний, летний и осенний периоды несколько жарче, повышается влажность.
Температуры в эти периоды в дневное время — не ниже 32—33 °C. Ночью — 27—28 °C. Постоянно дующие пассатные ветры снижают ощущение сильной влажности, что делает тропический климат острова благоприятным.

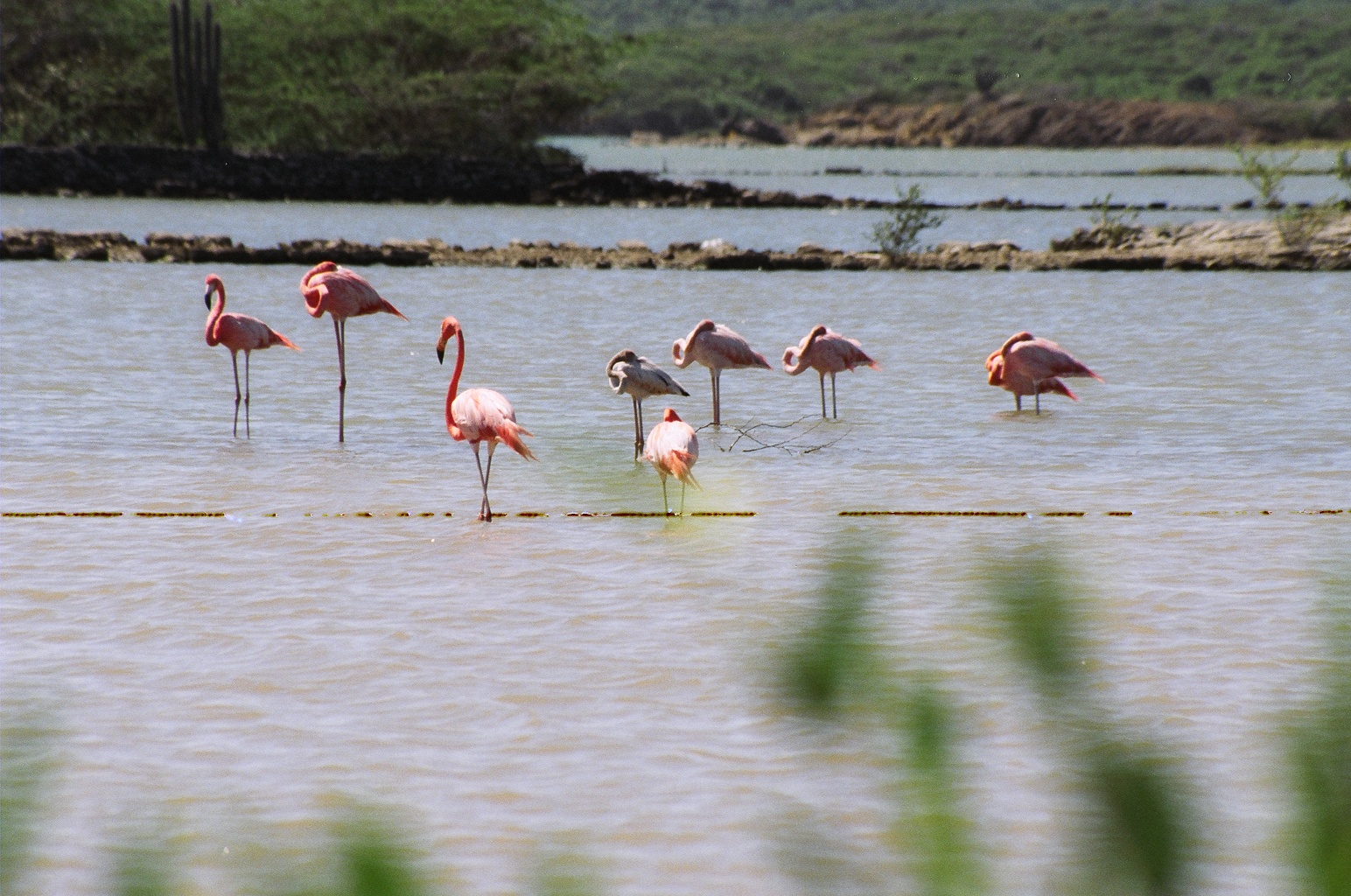
Фламинго

### Национальные парки

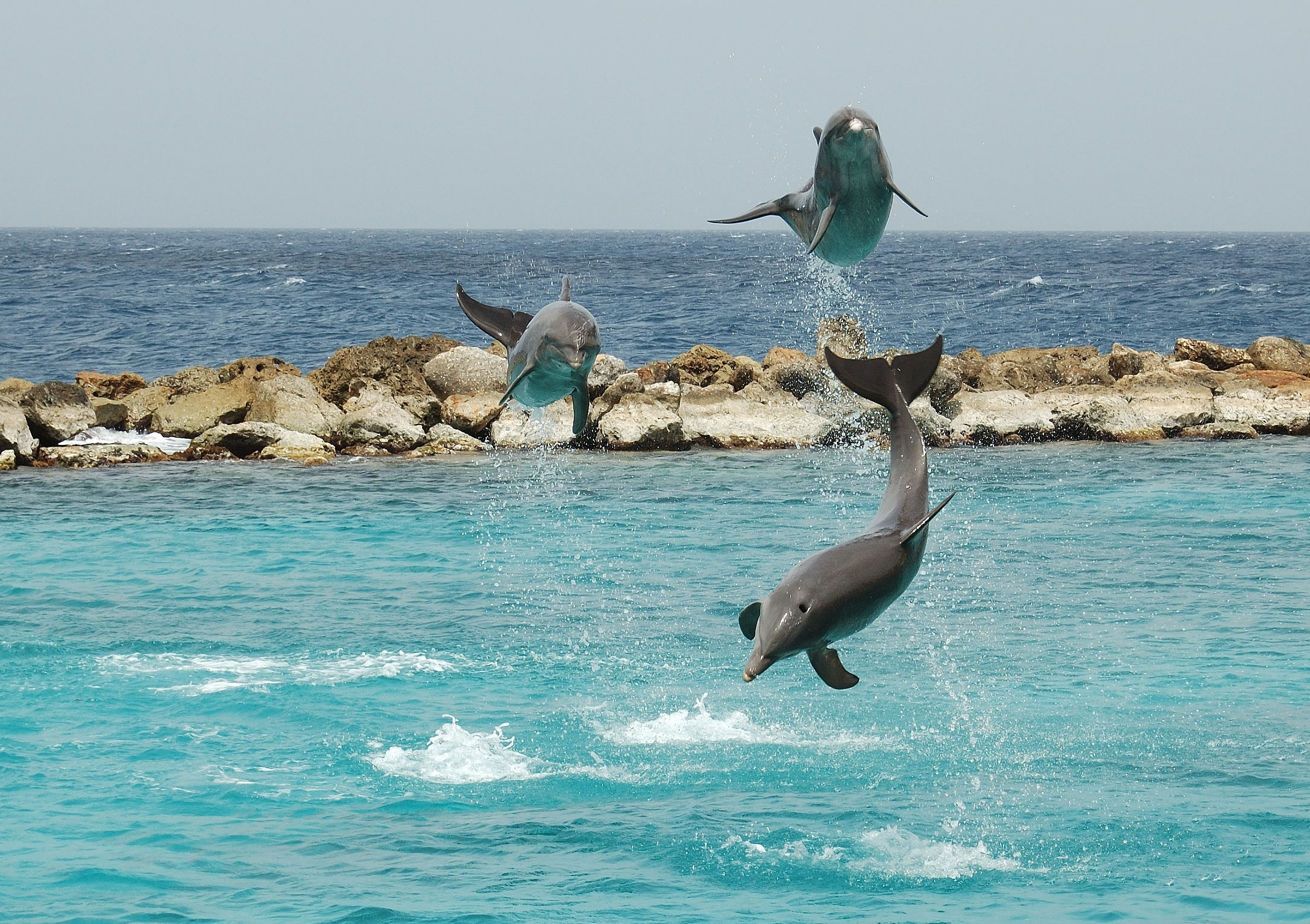
Представление с дельфинами

На острове расположен национальный парк Кристоффел — самая большая природоохранная зона Кюрасао (площадь — около 18,6 км²), занимающая всю северо-западную часть острова и располагающаяся на невысоких холмах, окружая небольшой массив древних выветренных гор. Также имеется заповедник Шете-Бока, занимающий территорию вокруг коралловых формаций северного берега и нескольких известняковых гротов. Около двухсот особей белохвостых оленей, живущих в парке Кристоффел, находятся под охраной государства. В парке также можно встретить несколько видов игуан, а в некоторых бухтах острова откладывают яйца морские черепахи.

### Флораифауна
На острове растут сотни видов кактусов. Настоящий символ Антильских островов — дерево диви-диви, на Кюрасао всегда указывающее на запад из-за постоянно дующих здесь восточных ветров. На острове распространены некоторые виды пальм, а также дерево манцинелла, с грубой тёмной корой и небольшими зелёными листьями, довольно высокое, с пышной кроной. Его плоды и сок листьев ядовиты, даже прикосновение к коре манцинеллы может причинить вред человеку.
На острове обитает одна из самых многочисленных колоний белохвостых оленей в мире, некоторые из них достигают двух метров в длину и одного метра в высоту.

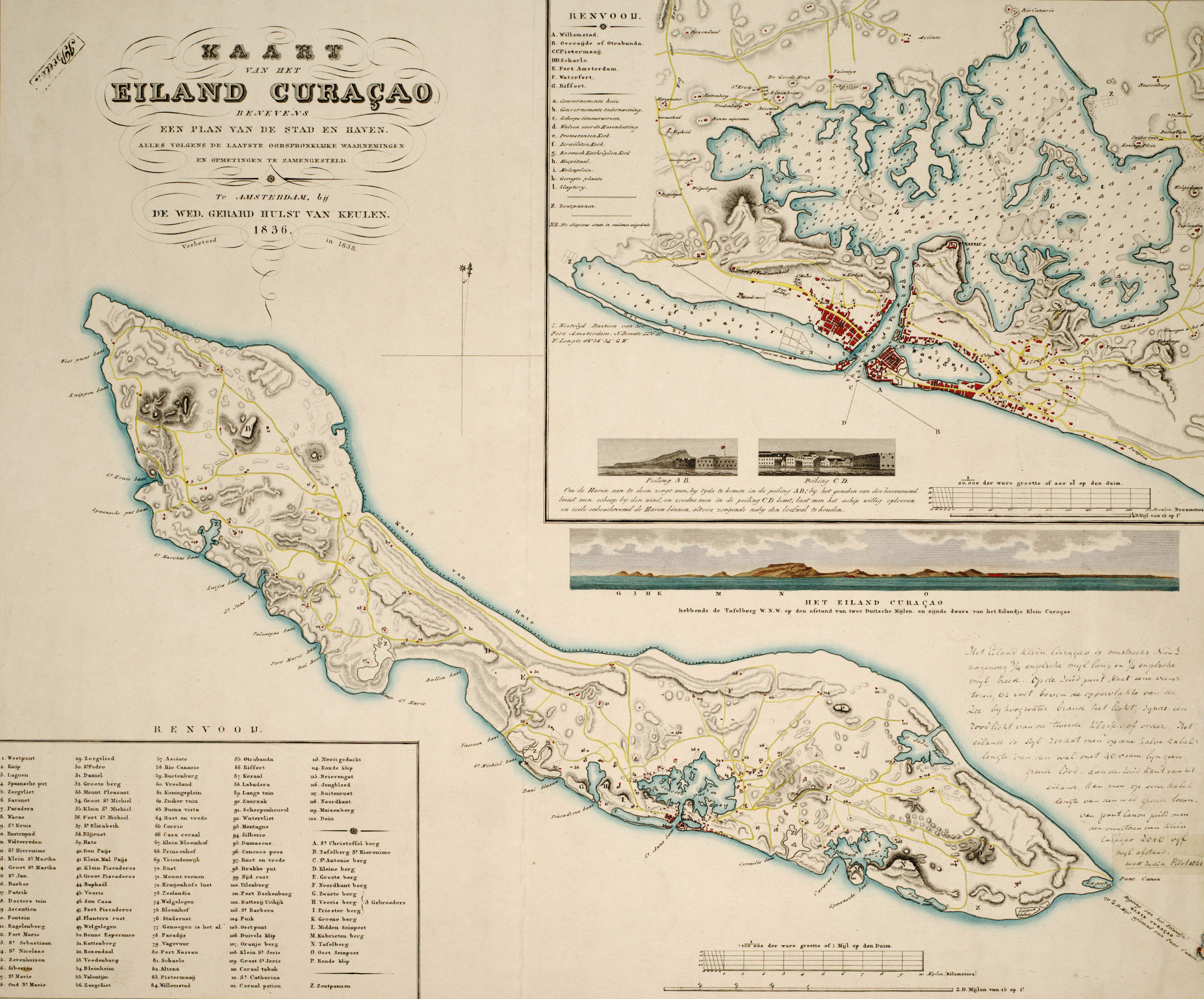
Карта Кюрасао 1836 года

## История

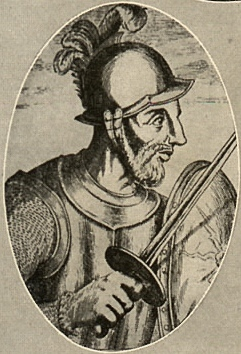
Алонсо де Охеда

### Колонизацияострова
Остров был открыт испанским мореплавателем Алонсо де Охедой в 1499 году. По одной из легенд, Охеда, направлявшийся к берегам Южной Америки, оставил на острове моряков, безнадёжно больных цингой, однако на обратном пути застал их совершенно здоровыми, моряков спас витамин C, в огромных количествах содержащийся в местных растениях.
С начала XVI века эта земля находилась под протекторатом Испании и служила крупной базой флота. Тем не менее первые поселенцы вскоре покинули остров из-за отсутствия достаточного количества воды. За испанцами последовали голландцы, которые стали выращивать здесь земляные орехи, фрукты, кукурузу, добывать соль из многочисленных островных соляных озёр.
В 1634 году остров перешёл под контроль голландской Вест-Индской компании. Нидерланды контролировали эти острова с XVII века. Тысячи рабов были ввезены на остров для работы на плантациях, и целых II века остров процветал как крупный поставщик сельскохозяйственной продукции. Отмена рабства в 1863 году знаменовала собой начало длительной экономической депрессии Кюрасао. В 1870-х годах рассматривался проект продажи острова Германии для оборудования военно-морской базы, однако из-за противодействия Бисмарка, опасавшегося осложнений отношений с США, это приобретение не состоялось.

### Новейшее время
В 1916 году на острове был открыт завод по переработке нефти.
В 1954 году территория приобрела полуавтономный статус и название Нидерландских Антильских островов. В течение нескольких последних лет на островах состоялись референдумы, в ходе которых Кюрасао, Синт-Мартен, Бонайре и Саба проголосовали за выход из федерации, а Синт-Эстатиус поддержал сохранение образования в его тогдашнем виде. При этом ни один из островов не поддержал провозглашение независимости от Нидерландов.
До 10 октября 2010 года остров являлся частью Нидерландских Антильских островов; теперь стал самоуправляемым государством со значительной автономией (status aparte) в составе Королевства Нидерландов. По условиям соглашения между Нидерландами и Нидерландскими Антилами, 10 октября 2010 года острова Бонайре, Синт-Эстатиус и Саба стали автономными территориями Нидерландов, а Кюрасао и Синт-Мартен получили аналогичный статус как у Арубы (самоуправляемых государств со значительной автономией status aparte в составе Королевства Нидерландов). Правительство Нидерландов берёт на себя оборону и внешнюю политику новых государственных образований.

## Политика
В парламенте представлено несколько партий (21 депутат). Для того чтобы быть допущеными к выборам партиям, не представленным в парламенте, нужно получить на предвыборных праймериз 1 % от числа участников предшествующих выборов. Последние выборы прошли в марте 2025 года. В парламент прошли  Партия будущего — 13, Новая национальная партия — 4, Движение реальной альтернативы — 2, Движение новых Антил — 2.

## Население

### Демография

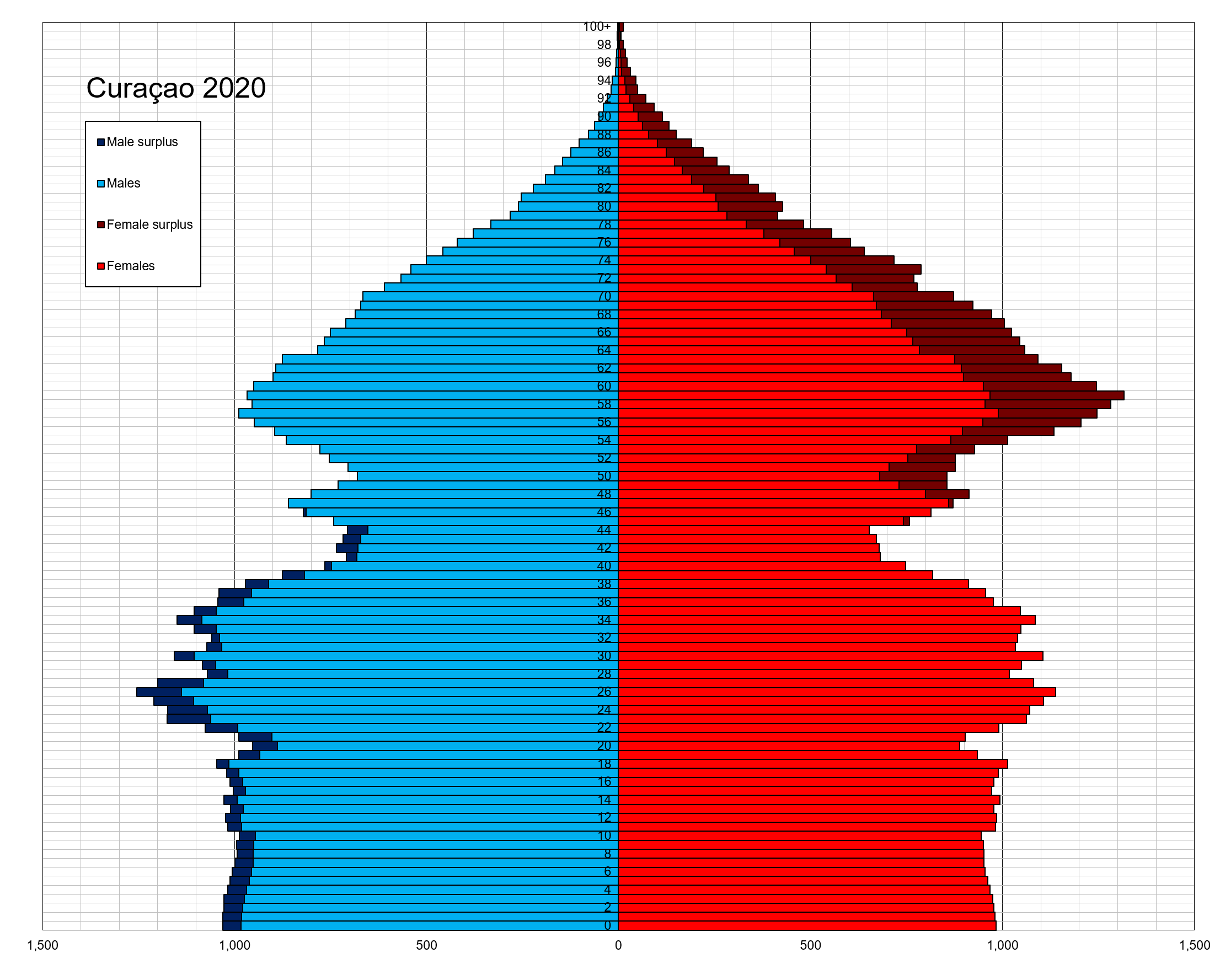
Возрастно-половая пирамида населения Кюрасао на 2020 год

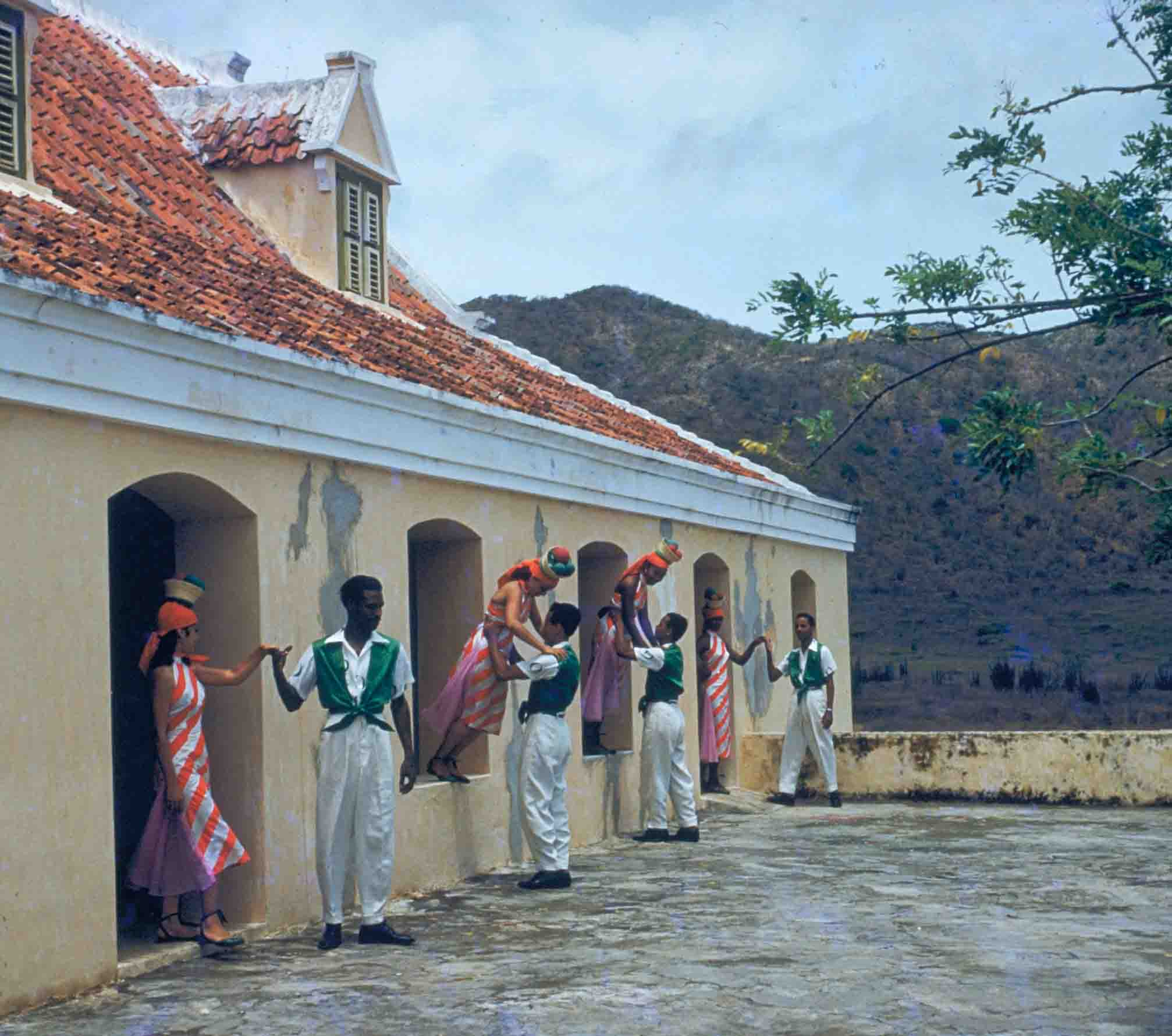
Танцевальные ритмы Кюрасао

Население острова составляет 151 345 человек (2020). Плотность населения — 340,87 человек/км².

### Языки
Папьяменто 78,4 % (креольский на основе испанского, нидерландского, португальского и английского языков), нидерландский — 9,5 % (официальный), испанский — 6,1 %, английский — 3,5 %, другие — 2,4 % (по переписи 2011 года).

### Религия
72,8 % населения принадлежат к Римско-католической церкви. Пятидесятники (из Ассамблеи Бога и др.) — 6,6 %, протестанты — 3,2 %, адвентисты — 3,0 %, Свидетели Иеговы — 0,8 %, другие религии — 7,1 %, атеисты — 6,0 %, неопределившиеся — 0,6 % (по переписи 2011 года).

## Экономика

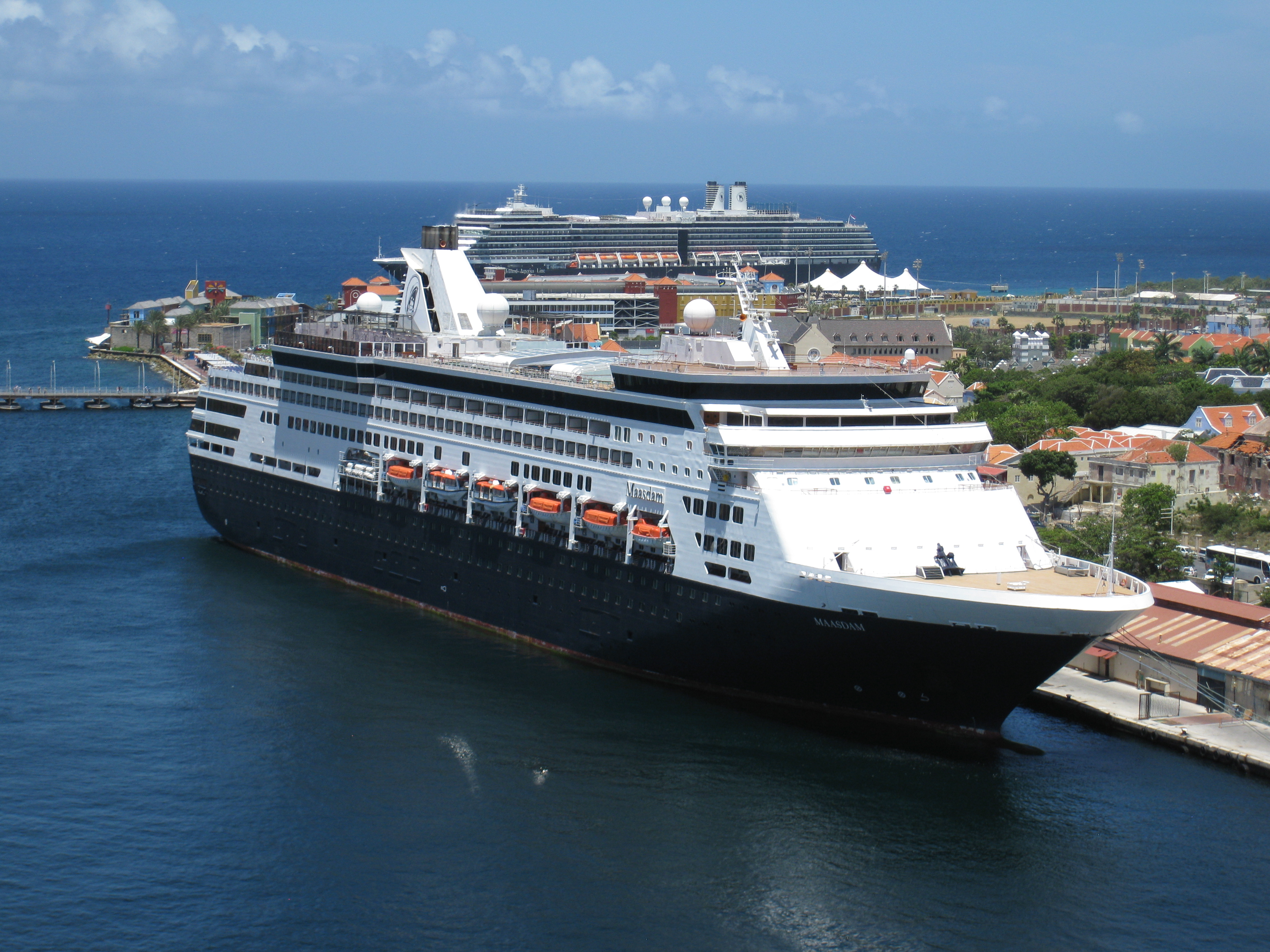
Морской порт Кюрасао

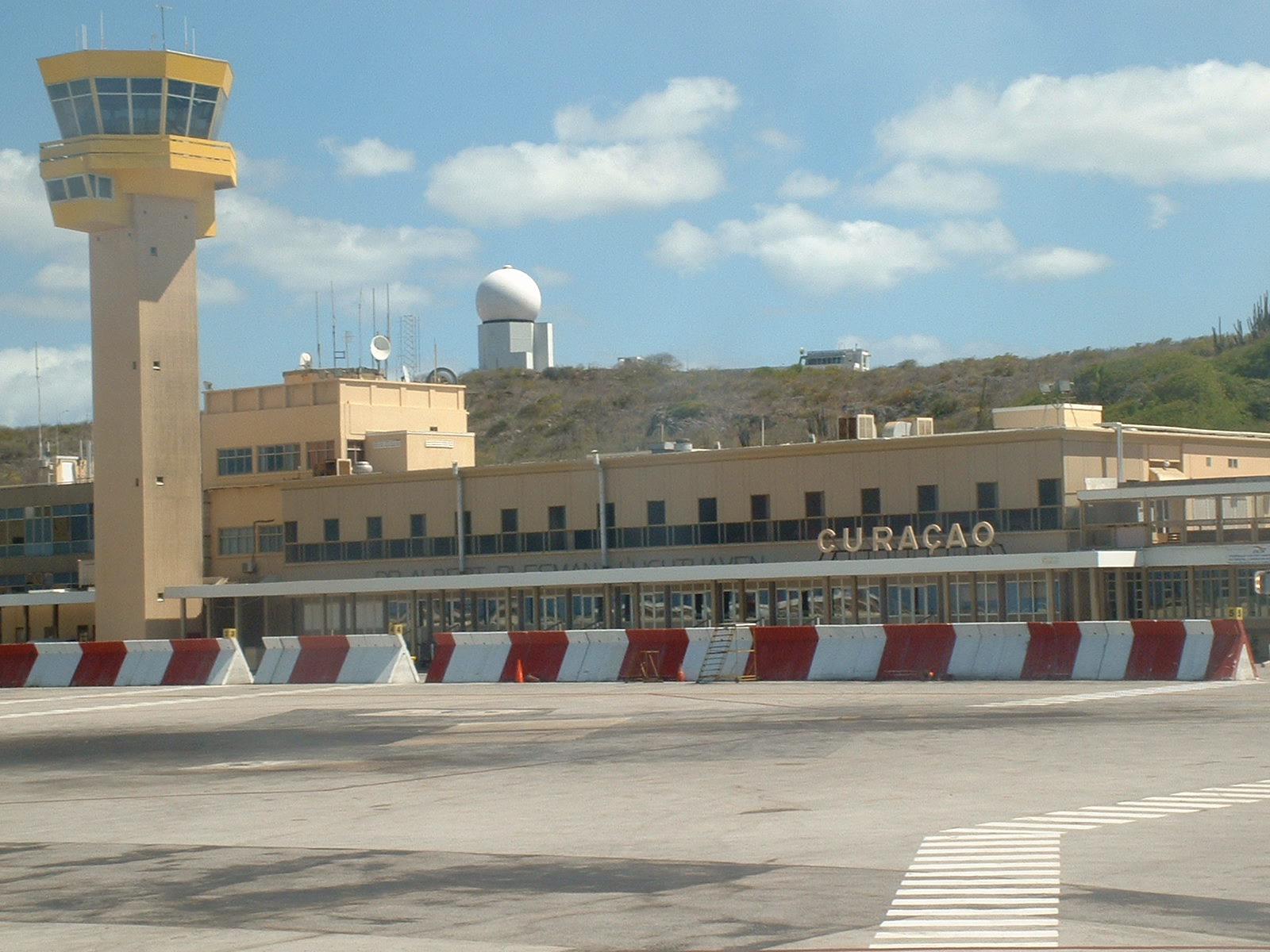
Международный аэропорт Кюрасао

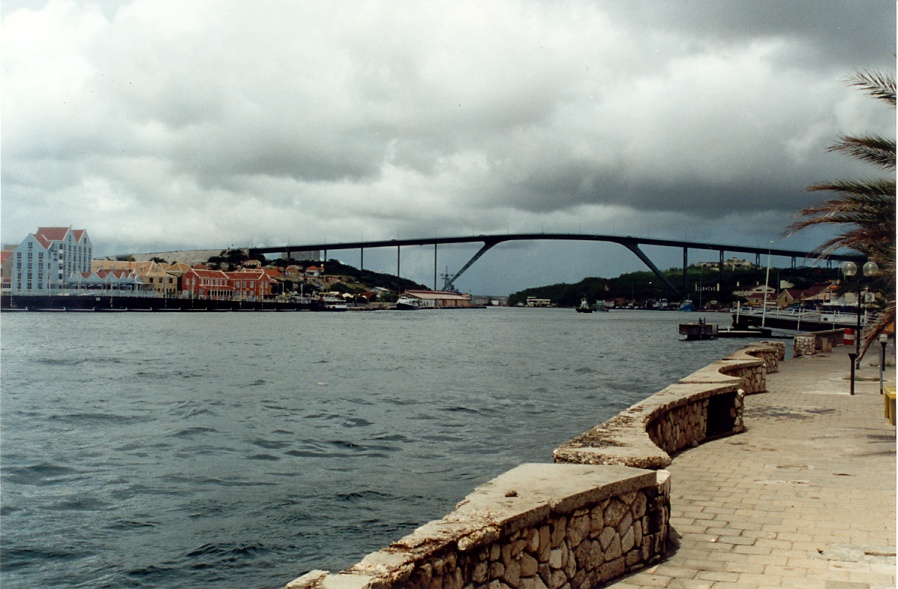
Автомобильный мост королевы Юлианы в Виллемстаде

С 1920-х годов нефтепереработка стала оплотом быстроразвивающейся экономики острова, превратив его в самый преуспевающий район группы, при этом введение «чистых» методов обработки позволило сохранить природную среду острова. Кюрасао является зоной беспошлинной торговли.
Сейчас основой экономики Кюрасао служат туризм, нефтепереработка и офшорный бизнес. Сельское хозяйство развито слабо из-за бедности почв, а также нехватки пресной воды.
Промышленность (15 % ВВП и работающих) — нефтеперерабатывающий завод.
Сельское хозяйство (1 % ВВП и работающих) — алоэ, сорго, арахис, овощи, фрукты.
Сфера обслуживания (84 % ВВП и работающих) — туризм и прочие.

### Внешняя торговля
Экспорт — 1,16 миллиарда долл. (в 2017) — нефтепродукты (48 %), золото (35 %), а также нефть, гудрон, природный газ.
Основные покупатели (в 2017) — Швейцария (341 миллион долл.), Сингапур (291 миллион долл.), США (121 миллион долл.), Белиз (70 миллионов долл.) и Никарагуа (42,5 миллиона долл).
Импорт — 1,33 млрд долл. (в 2017) — сырая нефть (16 %), нефтепродукты (17 %), продовольствие (в основном мясо, сыры и напитки), промышленные товары (главным образом машины и транспортные средства).
Основные поставщики (в 2017) — США (571 миллион долл.), Нидерланды (252 миллиона долл.), Китай (73,7 миллиона долл.), Бразилия (52,2 миллиона долл.) и Аргентина (42,5 миллиона долл.).

## Известные жители
- Палм, Якобо (1887—1982) — композитор, музыкант.
- Винклаар, Ролли (род. 22 июня 1978 года, Кюрасао, Нидерланды) — профессиональный культурист.